# Golden Brau
Golden Brau est une marque de bière roumaine lancée en 1998. Golden Brau fait partie du groupe Heineken leader sur le marché roumain. Golden Brau a été cinq fois couronnée médaille d'or au concours World Selection Beer à Bruxelles, en 2003, 2006, 2007, 2008 et 2009.

## Note
1. ↑  « Golden Brau », sur goldenbrau.ro via Wikiwix (consulté le 13 juillet 2023).
2. ↑  Lancement de Golden Brau
3. ↑  Golden Brau, bière de qualité de niveau international